# Miodrag Milošević
Pour les articles homonymes, voir Milošević.
Miodrag Milosevic est un réalisateur, scénariste et monteur yougoslave né en 1929 à Brestovac (Yougoslavie) et mort le 23 octobre 1995.

## Filmographie

### Comme réalisateur
- 1966 : Montreal: Expo 67, Greenfield, Panta Rei
- 1967 : Naftasi
- 1969 : Av - Av
- 1971 : Kolt 15 GAP
- 1972 : Trznica
- 1972 : 25 godina Poljoprivrednog kombinata Beograd
- 1974 : Eraj
- 1975 : PKB - 30 godina
- 1977 : Meteori
- 1977 : Zivot u Hilandaru
- 1977 : Hilandarsko blago
- 1978 : Pas i njegov covek
- 1978 : Sent Andreja
- 1978 : Energetsko blago Srbije
- 1979 : Mleko
- 1990 : Skazanje o Svetom Savi

### Comme scénariste
- 1966 : Montreal: Expo 67, Greenfield, Panta Rei
- 1967 : Naftasi
- 1969 : Av - Av
- 1971 : Kolt 15 GAP
- 1972 : Trznica
- 1972 : 25 godina Poljoprivrednog kombinata Beograd
- 1974 : Eraj
- 1975 : PKB - 30 godina
- 1977 : Meteori
- 1977 : Zivot u Hilandaru
- 1977 : Hilandarsko blago
- 1978 : Pas i njegov covek
- 1978 : Sent Andreja
- 1978 : Energetsko blago Srbije
- 1979 : Mleko

### Comme monteur
- 1966 : Montreal: Expo 67, Greenfield, Panta Rei
- 1967 : U traganju za Lenjinom
- 1968 : Legenda o Vojvodi
- 1968 : Klizaci
- 1972 : Pogibija
- 1973 : Kumasi - Krusevac
- 1973 : Crvena zastava - Krusevac